# Чунири
Чунири (груз. ჭუნირი) — старинный грузинский народный инструмент. Чунири состоит из шести элементов: чунириовальный корпус, шея, заклёпки, скобы, ножки и смычка. Музыка создаётся воздействием смычка на струны. На Чунири натянута кожа, которая закреплена внутрь корпуса. Шея инструмента целая и плоская, на головке шеи расположены три отверстия для заклёпок. К заклёпкам одним концом прикреплены струны, часто сделанные из конского волоса. Корпус сванского Чунири имеет форму сито, он открыт с нижней стороны, рачинский же имеет форму «лодки» и выстроган из цельного куска дерева.